# Stjärnsfors
Stjärnsfors is een plaats in de gemeente Hagfors in het landschap Värmland en de provincie Värmlands län in Zweden. De plaats net ten oosten van Uddeholm beslaat vooral oude overblijfselen van industriële gebouwen. Een aantal gebouwen zijn nog volledig intact, waaronder een molen, station en een aantal woonhuizen (waaronder een herenhuis) en opslagplaatsen. Ook een klein gedeelte van het oude spoor naar Hagfors is nog intact, tegenwoordig kan men over dit tracé met draisines naar het spoorwegmuseum in Hagfors fietsen. De plaats ligt aan de rivier de Uvån.

## Geschiedenis
In 1669 werd er gestart met de productie van smeedijzer in Stjärnsfors. Deze productie werd in 1884 verplaatst naar Munkfors, het smeden van het ijzer in eindproducten ging nog wel door tot het begin van de 20e eeuw. Een aantal jaar later, in 1675, kwam er ook een houtzagerij. Deze zagerij werd in 1888 na voltooiing van de spoorlijn door Stjärnsfors opgeheven, het werd toen goedkoper om het hout te zagen in andere plaatsen. Wel werd er datzelfde jaar een papierpulpfabriek opgestart, welke in 1919 verhuisde naar Skoghall. In hetzelfde jaar dat de smederij werd geopend kwam er ook een tegelfabriek, per jaar werden er ongeveer 10.000 tot 20.000 tegels gefabriceerd. Ook deze fabriek verdween toen de spoorlijn gereed was en daarmee de productie in andere plaatsen goedkoper werd.

## Museum
Tegenwoordig vindt men op het oude industrieterrein een museum waar de oude gebouwen, machines en foto's te bezichtigen zijn. Ook kan men vanuit dit museum met draisines naar het spoorwegmuseum in Hagfors fietsen.

## Externe links

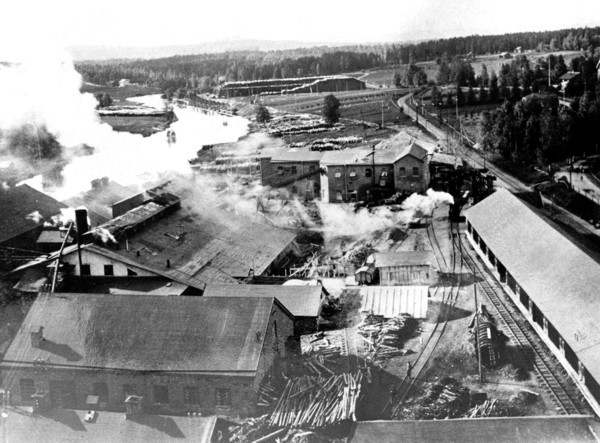
De papierpulpfabriek te Stjärnsfors in 1915
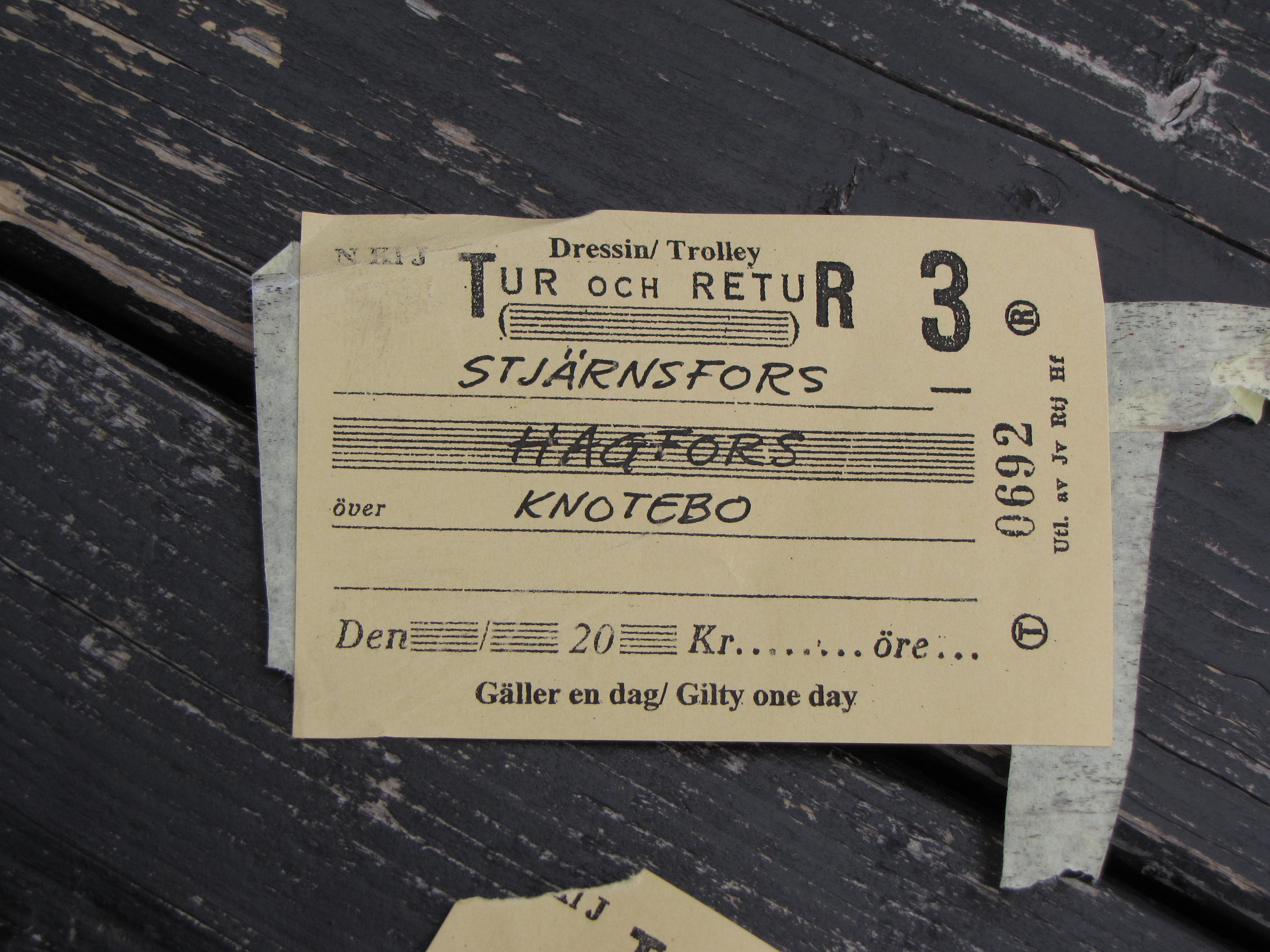
Ticket voor de draisine tocht naar Hagfors